# Manfred Durniok

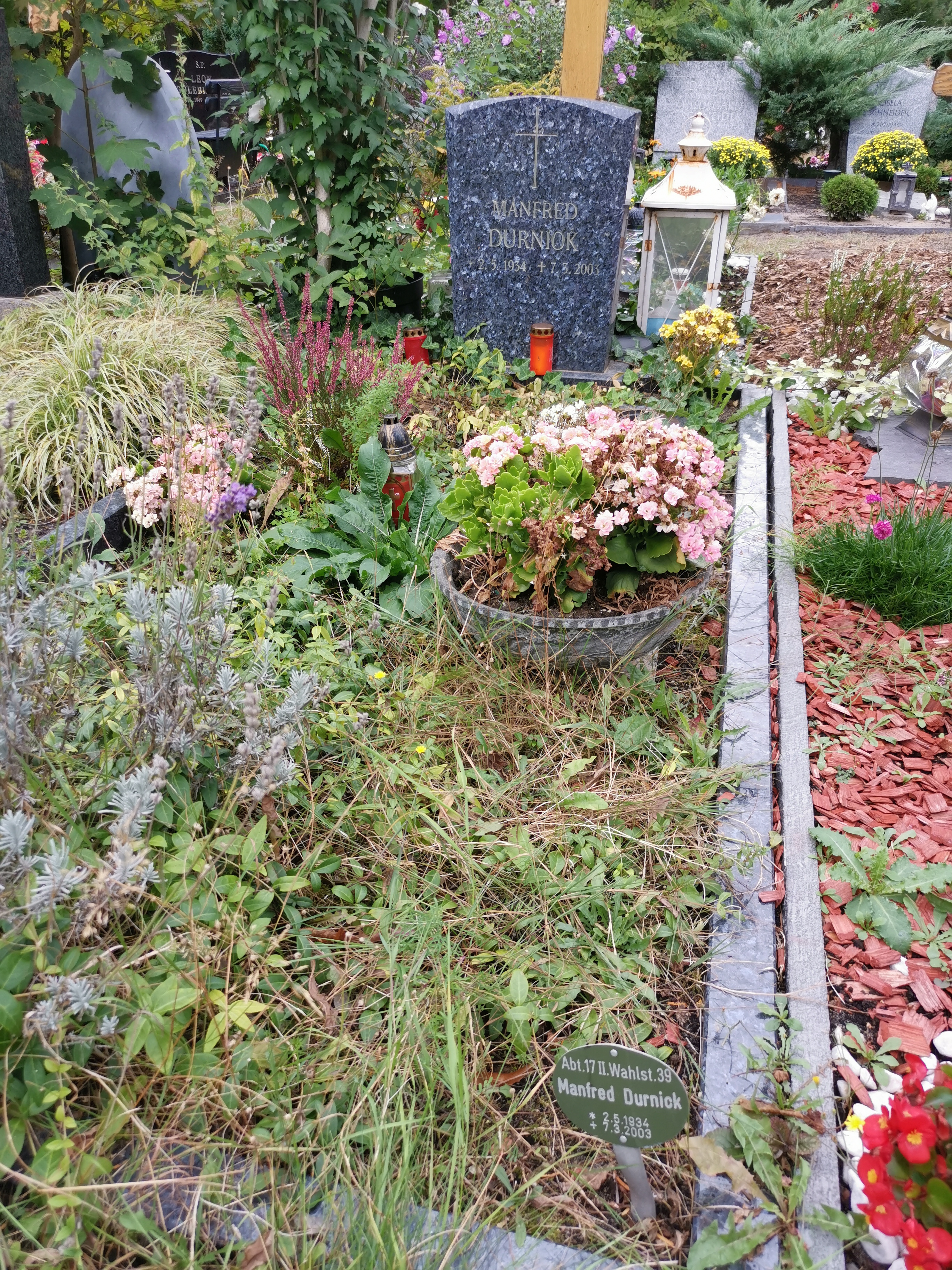
Grab auf dem Friedhof der St.-Matthias-Gemeinde in Berlin-Tempelhof (Abt. 17)

Manfred Durniok (* 2. Mai 1934 in Berlin; † 7. März 2003 ebenda) war ein deutscher Filmproduzent und Regisseur.

## Leben, Karriere, Leistungen
Manfred Durniok drehte seine ersten dokumentarischen Kurzfilme in der zweiten Hälfte der 1950er Jahre. Schon 1970 gewann er den Deutschen Filmpreis in Gold für den Film Malatesta.
Besonders bekannt wurde Manfred Durniok als Jury-Mitglied der Berlinale von 1970. Durniok entschuldigte sich beim Jury-Vorsitzenden, dem US-Amerikaner George Stevens, für die Aufführung des amerikakritischen Vietnam-Films o.k. von Michael Verhoeven bei der Berlinale. Der Spiegel schrieb: „Über diese Geste kam es in der Jury zu einer heftigen Debatte, und die Mehrheit beschloß, O.k. zu ‚neutralisieren‘. Obschon der Film vom Auswahlausschuß einstimmig zum Wettbewerb eingeladen worden war, wollte die Jury noch einmal prüfen lassen, ob er auch wirklich zur ‚Verständigung und Freundschaft unter den Völkern‘ (Berlinale-Reglement) beitrüge. Bis zur Klärung dieser Frage sollte von O.k. nicht mehr gesprochen werden. Mit diesem Vorsatz hatte die Jury freilich selbst gegen das Festspielstatut verstoßen: Sie war ausschließlich zur künstlerischen Beurteilung engagiert, geriet aber nun ‚auf den Kurs eines Zensors‘.“ Daraufhin platzte das Festival. Anschließend bekannte Durniok, er habe die Stimmung in dem Streit der Jury durch Provokationen bewusst angefacht.
Seit den 1970er Jahren arbeitete Durniok vor allem für das Fernsehen. Nach der Wende produzierte seine Firma Manfred Durniok Filmproduktion unter anderem mehrere Episoden der ehemaligen DDR-Fernsehserie Polizeiruf 110 und war an mehreren Jules-Verne-Verfilmungen beteiligt, wie Reise um die Erde in 80 Tagen (1998) und Die Reise zum Mond (1999). Bekannt machten ihn verschiedene international erfolgreiche Filme, für die Durniok als Produzent persönlich zeichnete, darunter Mephisto (1981) (der als Bester fremdsprachiger Film 1982 einen Oscar gewann) und Oberst Redl (1985) von István Szabó (nominiert für Oscar und Golden Globe, jeweils in der Kategorie Bester fremdsprachiger Film). Für Oberst Redl bekam Durniok 1986 den British Academy Film Award für den besten fremdsprachigen Film. Durniok war Mitregisseur des nach dem Buch von russischen Dissidenten Viktor Suworow gedrehten Films Akwarium.
Auf Durnioks Initiative geht auch die Errichtung des chinesischen Garten des wiedergewonnenen Mondes im Berliner Stadtteil Marzahn zurück. Er war Ehrenbürger der Stadt Peking. 1986 erhielt er das Bundesverdienstkreuz am Bande, 1999 das Bundesverdienstkreuz 1. Klasse und 1992 das Große Ehrenzeichen für Verdienste um die Republik Österreich. Der filmische Nachlass wurde von seiner Tochter Ann Ayano an die Deutsche Kinemathek übergeben.

## Filmografie (Auswahl)
- 1980: Der grüne Vogel
- 1981: Mephisto
- 1981: Eine hohe Zeit der Wölfe
- 1985: Oberst Redl
- 1985: Tod im Regenwald (Avaeté - Semente da Vingança)
- 1989: Bangkok Story
- 1993: Das letzte U-Boot
- 1993: Ich und Christine
- 1994: Polizeiruf 110: Keine Liebe, kein Leben
- 1995: Feindbilder (Dokumentation)